# Tất Bình
Tất Bình (sinh ngày 16 tháng 8 năm 1949) là một nam diễn viên, đạo diễn người Việt Nam, nguyên Giám đốc Hãng phim truyện 1 Việt Nam. Ông nổi tiếng qua nhiều bộ phim như Người đi tìm dĩ vãng, Trăng trên đất khách, Huyền sử thiên đô và được nhà nước Việt Nam phong tặng danh hiệu Nghệ sĩ ưu tú năm 2000.

## Cuộc đời
Tất Bình tên đầy đủ là Đặng Tất Bình, sinh ngày 16 tháng 8 năm 1949 tại Hà Nội. Năm 1971, ông tốt nghiệp lớp diễn viên sân khấu khóa 2 (1968–1971) của trường Nghệ thuật sân khấu Việt Nam. Trước khi bắt đầu sự nghiệp điện ảnh, Tất Bình là một diễn viên sân khấu và từng tham gia lồng tiếng cho nhiều bộ phim. Ông bắt đầu được khán giả Việt Nam chú ý đến khi tham gia bộ phim Hi vọng cuối cùng của Nghệ sĩ nhân dân Trần Phương với vai diễn thanh tra Phương. Đây cũng là vai chính điện ảnh đầu tiên trong sự nghiệp diễn viên của ông.
Ngoại trừ bộ phim Người đi tìm dĩ vãng đồng đạo diễn với Nghệ sĩ nhân dân Trần Phương vào năm 1992, Cuốn sổ ghi đời là bộ phim truyền hình đầu tiên mà Tất Bình dàn dựng. Vai diễn trong bộ phim này cũng là vai diễn truyền hình đầu tiên và tâm đắc nhất của Nghệ sĩ nhân dân Trần Hạnh. Năm 1998, Tất Bình sang Nga để hợp tác quay bộ phim Trăng trên đất khách. Đây là bộ phim truyện đầu tiên của Việt Nam lấy đề tài những người Việt đang sinh sống và làm việc tại nước ngoài.
Năm 2002, ông cho ra mắt bộ phim điện ảnh Cái tát sau cánh gà vào dịp Tết Nguyên Đán. Đây là 1 trong 2 tác phẩm được đại diện Việt Nam tham dự Liên hoan phim châu Á-Thái Bình Dương lần thứ 47. Năm 2006, ông tham gia bộ phim Chuyện của Pao với vai trò là nhà sản xuất. Đây là bộ phim đã đạt 4 giải Cánh Diều Vàng tại Giải Cánh diều 2005, và giải đặc biệt của ban giám khảo tại Liên hoan phim châu Á - Thái Bình Dương lần 51.
Năm 2011, ông cùng Nghệ sĩ nhân dân Phạm Thanh Phong đã hợp tác đạo diễn bộ phim Huyền sử thiên đô nhân dịp Đại lễ 1000 năm Thăng Long – Hà Nội. Bộ phim xoay quanh sự kiện dời đô Đại Việt từ Hoa Lư về Đại La của Lý Thái Tổ. Đây là bộ phim ký sự đầu tiên của Việt Nam về Lý Công Uẩn.

## Tác phẩm

### Vai trò diễn viên

#### Phim điện ảnh
| Năm  | Phim                                 | Vai diễn          | Đạo diễn                      | Nguồn         |
| ---- | ------------------------------------ | ----------------- | ----------------------------- | ------------- |
| 1981 | Hi vọng cuối cùng                    | Thanh tra Phương  | Trần Phương                   | [ 1 ]         |
| 1982 | Thị xã trong tầm tay                 | Nhà báo Vũ        | Đặng Nhật Minh                | [ 19 ] [ 20 ] |
| 1983 | Khoảnh khắc yên lặng của chiến tranh | Sĩ quan ngụy      | Vũ Phạm Từ                    |               |
| 1985 | Cơn lốc biển                         | Giáo Chinh        | Nguyễn Khắc Lợi               | [ 21 ] [ 22 ] |
| 1986 | Dòng sông khát vọng                  | Hân               | Nguyễn Ngọc Trung             | [ 1 ] [ 23 ]  |
| 1986 | Anh và em                            | Khang             | Trần Vũ                       | [ 1 ] [ 23 ]  |
| 1987 | Duyên nợ                             | Kha               | Nguyễn Hữu Luyện              | [ 1 ] [ 23 ]  |
| 1989 | Tiền ơi                              | Lộc Tồn           | Trần Vũ, Nguyễn Hữu Luyện     | [ 1 ] [ 23 ]  |
| 1989 | Dòng sông hoa trắng                  | Sĩ quan ngụy      | Trần Phương                   | [ 24 ]        |
| 1989 | Người từ nước Mỹ trở về              | Phế binh ngụy     | Trần Phương                   | [ 2 ]         |
| 1989 | Lá ngọc cành vàng                    | Ông tham          | Vũ Châu, Phó Bá Nam           | [ 2 ]         |
| 1992 | Cạm bẫy tình                         | Tiền chủ (âm hồn) | Phạm Lộc                      | [ 2 ]         |
| 1992 | Em còn nhớ hay em đã quên            | Chủ quán cafe     | Nguyễn Hữu Phần, Phi Tiến Sơn | [ 25 ]        |
| 1992 | Đông Dương                           |                   | Régis Wargnier                |               |
| 1994 | Traps                                | Tướng Việt Minh   | Trần Bảo Linh                 |               |
| 1995 | Thương nhớ đồng quê                  | Tên còn mồi       | Đặng Nhật Minh                |               |
| 2006 | Áo lụa Hà Đông                       | Ông Phán          | Lưu Huỳnh                     |               |

#### Phim truyền hình
| Năm  | Phim                 | Vai diễn      | Đạo diễn                         | Phát sóng | Nguồn         |
| ---- | -------------------- | ------------- | -------------------------------- | --------- | ------------- |
| 1994 | Cuốn sổ ghi đời      | Trung         | Tất Bình                         | VTV1      |               |
| 1995 | Câu chuyện 20 năm    |               |                                  | VTV1      |               |
| 1996 | Những cuộc tìm kiếm  | Phúc          | Tất Bình                         | VTV1      |               |
| 1996 | Ngọt ngào và man trá | Giám đốc Kiên | Nguyễn Hữu Phần                  | VTV3      |               |
| 1998 | Thầy và trò          |               | Đặng Phi                         | VTV1      |               |
| 1998 | Người cha nhu nhược  |               | Phi Tiến Sơn                     | VTV3      |               |
| 1999 | Ranh giới mong manh  |               | Vũ Minh Trí                      | VTV3      |               |
| 2000 | Đồng quê xào xạc     |               | Tất Bình                         | VTV3      |               |
| 2004 | Trăng lạnh           |               | Nguyễn Hữu Trọng, Trịnh Lê Phong | VTV3      |               |
| 2019 | Sinh tử              | Trương Dĩ     | Khải Hưng, Nguyễn Mai Hiền       | VTV1      | [ 26 ] [ 27 ] |
| 2021 | Mặt nạ gương         | Ông Lãm       | Bùi Quốc Việt                    | VTV3      | [ 28 ]        |
| 2022 | Đấu trí              | Ông Bá        | Nguyễn Danh Dũng                 | VTV1      | [ 29 ] [ 30 ] |
| 2023 | Nơi giấc mơ tìm về   | Ông Chấn      | Trịnh Lê Phong                   | VTV1      |               |
| 2024 | Hoa sữa về trong gió | Chồng Bà Xuân | Bùi Tiến Huy                     | VTV1      |               |

### Vai trò đạo diễn

#### Phim điện ảnh
| Năm  | Phim                 | Đồng đạo diễn | Biên kịch            | Ghi chú                                                  | Nguồn         |
| ---- | -------------------- | ------------- | -------------------- | -------------------------------------------------------- | ------------- |
| 1990 | Hai năm nữa anh về   | Trần Phương   | Vĩnh Quyền           |                                                          | [ 31 ]        |
| 1994 | Người đi tìm dĩ vãng | Trần Phương   | Chu Lai              | Dựa trên tiểu thuyết Ăn mày dĩ vãng của nhà văn Chu Lai. | [ 32 ] [ 33 ] |
| 1997 | Chiếc đỉnh ngọc      | Trần Vũ       | Nguyễn Thị Thu Huệ   |                                                          | [ 34 ] [ 35 ] |
| 1998 | Trăng trên đất khách |               | Nguyễn Thị Hồng Ngát |                                                          | [ 36 ] [ 37 ] |
| 2002 | Cái tát sau cánh gà  |               | Chu Lai              | Tham dự Liên hoan phim châu Á-Thái Bình Dương lần thứ 47 | [ 38 ] [ 39 ] |

#### Phim truyền hình
| Năm  | Tên phim                         | Ghi chú                                                                                               | Tập | Phát sóng | Nguồn         |
| ---- | -------------------------------- | --- | --- | --------- | ------------- |
| 1994 | Cuốn sổ ghi đời                  | Phát sóng trong chương trình Văn nghệ Chủ Nhật.                                                       | 2   | VTV1      | [ 40 ]        |
| 1995 | Những người sống bên tôi         | Phát sóng trong chương trình Văn nghệ Chủ Nhật.                                                       | 10  | VTV3      | [ 41 ] [ 42 ] |
| 1996 | Những cuộc tìm kiếm              | | 1   | VTV1      | [ 43 ]        |
| 1996 | Trả giá                          | | 1   | VTV1      |               |
| 1996 | Những người con của biển         | Phát sóng trong chương trình Văn nghệ Chủ Nhật.                                                       | 3   | VTV3      |               |
| 2000 | Công dân vàng                    | Phát sóng mừng năm mới và thập niên mới 2000                                                          | 1   | VTV1      | [ 43 ]        |
| 2000 | Đám cưới làng                    | Phát sóng dịp Tết Nguyên Đán                                                                          | 1   | VTV1      | [ 43 ]        |
| 2000 | Hát mãi khúc quân hành           | Phát sóng trong chương trình Lần đầu tiên trên màn ảnh VTV3, Đồng đạo diễn và biên kịch: Phi Tiến Sơn | 1   | VTV3      |               |
| 2000 | Đồng quê xào xạc                 | Phát sóng trong chương trình Văn nghệ Chủ Nhật.                                                       | 4   | VTV3      | [ 44 ]        |
| 2001 | Ti vi về làng                    | Phát sóng dịp Tết Nguyên Đán                                                                          | 1   | VTV1      | [ 43 ]        |
| 2010 | Tết cháy osin                    | Phát sóng dịp Tết Nguyên Đán                                                                          | 6   | VTV1      | [ 45 ] [ 46 ] |
| 2010 | Huyền sử thiên đô                | Sản xuất nhằm kỷ niệm 1000 năm Thăng Long – Hà Nội                                                    | 42  | HTV7      | [ 47 ]        |
| 2011 | Huyền sử thiên đô                | Sản xuất nhằm kỷ niệm 1000 năm Thăng Long – Hà Nội                                                    | 42  | VTV3      | [ 48 ]        |
| 2012 | Hoa phù dung                     | | 32  | THVL1     |               |
| 2012 | Vòng xoáy bạc                    | | 44  | VTV9      | [ 49 ] [ 50 ] |
| 2013 | Bẫy tình                         | |     | HTV9      | [ 51 ] [ 52 ] |
| 2013 | Đến từ giấc mơ                   | | 30  | VTV6      | [ 53 ]        |
| 2013 | Ánh ban mai                      | | 32  | VTV9      | [ 54 ] [ 55 ] |
| 2014 | Lửa trên băng                    | | 30  | HTV7      | [ 56 ]        |
| 2014 | Sóng ngầm                        | | 30  | HTV9      | [ 57 ]        |
| 2015 | Những kẻ hai mặt                 | | 34  | VTV3      | [ 58 ] [ 59 ] |
| 2016 | Bốn cuộc tình, một người đàn ông | | 32  | VTV3      | [ 60 ] [ 61 ] |

## Giải thưởng và đề cử
| Năm  | Lễ trao giải                       | Tác phẩm             | Hạng mục             | Kết quả   | Nguồn  |
| ---- | ---------------------------------- | -------------------- | -------------------- | --------- | ------ |
| 1999 | Liên hoan phim Việt Nam lần thứ 12 | Trăng trên đất khách | Phim truyện điện ảnh | Bằng khen | [ 62 ] |

## Đời tư
Người vợ hiện nay của Tất Bình là Nghệ sĩ nhân dân Lan Hương, kém ông 14 tuổi. Tuy nhiên trước khi cưới nhau, Tất Bình đã từng có một đời vợ và có hai người con tên Đặng Diệu Hương và Đặng Thiếu Ngân, Lan Hương cũng đã từng ly hôn và có một người con gái. Cả hai quen nhau khi đang cùng công tác tại Nhà hát Tuổi trẻ và chính thức sống chung từ năm 1985.